# 利奇菲爾德 (內布拉斯加州)
利奇菲爾德（英語：Litchfield）是位於美國內布拉斯加州謝爾曼縣的村。

## 人口
根據2020年美國人口普查的數據，利奇菲爾德的面積為0.79平方千米，皆為陸地。當地共有人口220人，而人口密度為每平方千米278人。